# John Francis Bentley
John Francis Bentley (Doncaster, 30 gennaio 1839 – Clapham, 2 marzo 1902) è stato un architetto inglese.

## Biografia

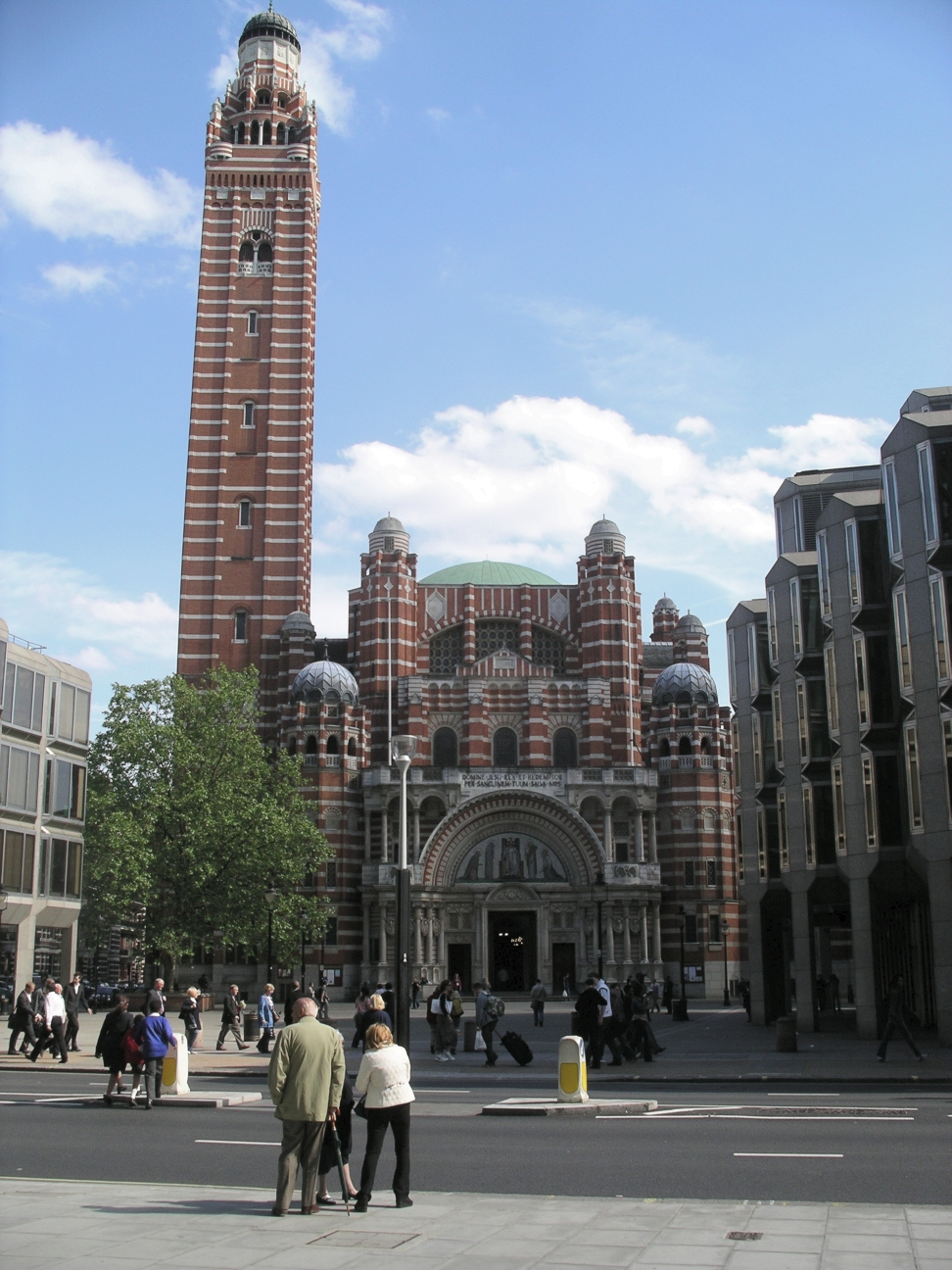
Cattedrale di Westminster progettata da John Francis Bentley

Bentley era il figlio di un mercante di vino di Doncaster.
Evidenziò sin da giovane l'inclinazione e il talento per l'architettura e per le arti decorative, nonostante il giudizio non favorevole di suo padre, al punto da dirigere il restauro di una chiesa ancora prima di incominciare gli studi regolari.
La sua formazione culturale risentì del trionfo del movimento artistico neogotico, il cui promotore e diffusore principale in Inghilterra era proprio il suo maestro Henry Clutton, un architetto cattolico.
Nel 1862 anche Bentley si convertì al cattolicesimo e fu accolto nella chiesa dal primo arcivescovo di Westminster, il cardinale Wiseman. Per festeggiare la sua conversione Bentley scelse Francis come suo secondo nome.
Successivamente si sposò e ebbe undici figli, tra i quali, la sua figlia maggiore, che sposò un nobile ugonotto e diventò la sua biografa.
Nei suoi esordi Bentley si occupò di progettazione in vari materiali per altri architetti, in aderenza all'artigianato contemporaneo, come decoratore, modellista, disegnatore. Tra le sue produzioni c'erano disegni per vetro colorato, lavorazione del legno, lavorazione dei metalli, pietra, marmo.
Il suo primo importante lavoro fu per il seminario di Hammersmith, e tra le sue realizzazioni si menzionano la Chiesa del Santo Rood, a Watford; la cappella del convento, a Braintree; la Cattedrale di Sant'Anna, a Leeds; il palazzo di Cadogan Place, a Chelsea. Fu anche costruttore del battistero di San Francesco, a Notting Hill; della pala d'altare e l'altare di San Charles, a Ogle Street; della cappella del Sacro Cuore nella chiesa dei padri gesuiti a Farm Street.
L'opera più celebre di Bentley, che ebbe una notevole influenza sull'architettura inglese successiva, fu la cattedrale cattolica di Westminster, costruita fra  il 1895 e il 1903 per la parte strutturale, mentre le decorazioni interne e i mosaici richiesero qualche anno ulteriore di lavorazione.
Il progetto della chiesa seguì uno stile bizantino, per soddisfare le richieste dei committenti che necessitavano di ampi spazi interni.
Bentley, prima di abbozzare il progetto effettuò un lungo viaggio in Italia e a Costantinopoli di aggiornamento professionale e di studio.
Altri esempi dello stile di Bentley si possono ammirare ad Hammersmith, dove l'architetto realizzò il convento del Sacro Cuore, oltre che il Collegio Beaumont nel Surrey.

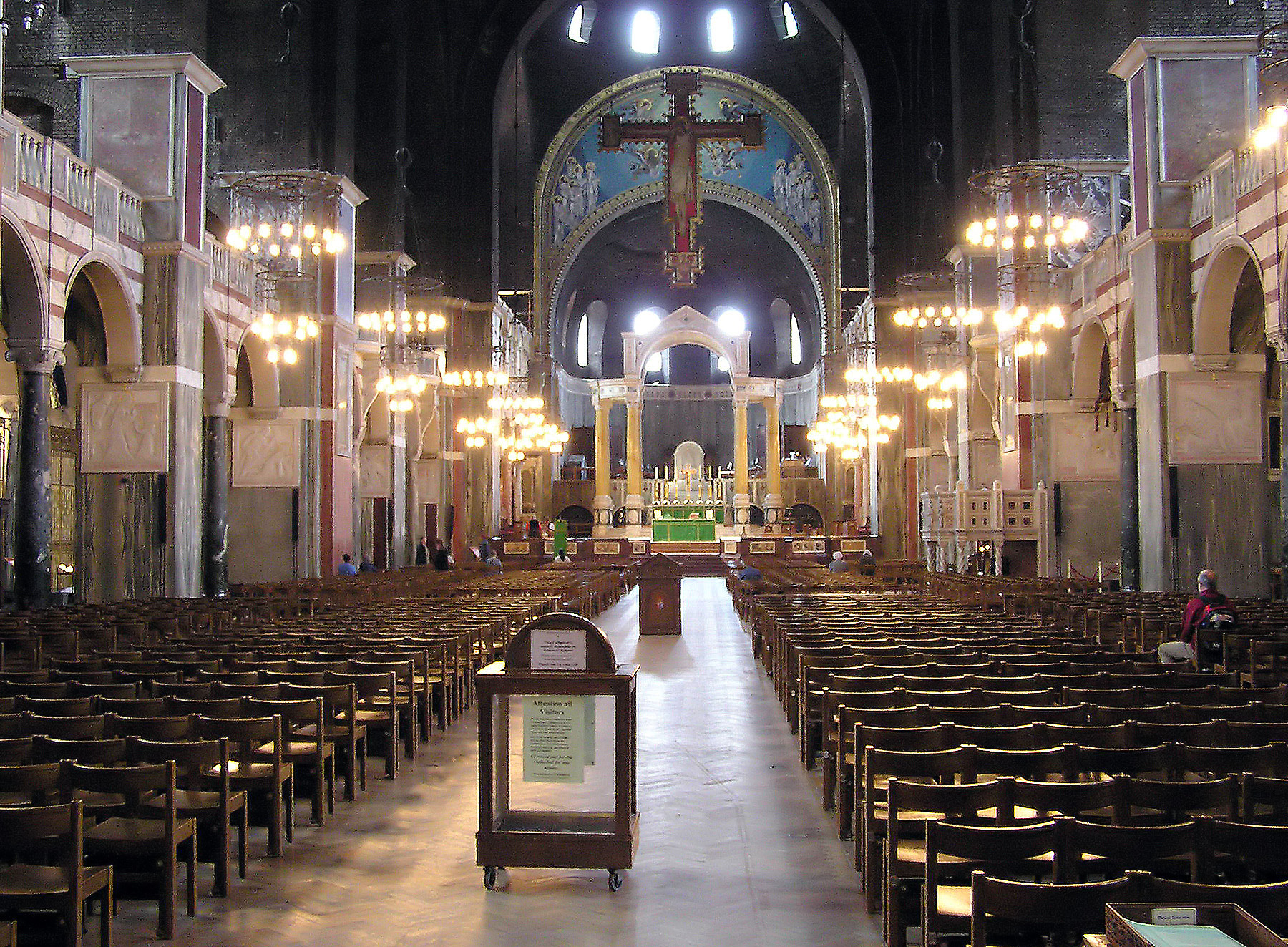
Westminster Cathedral, interni
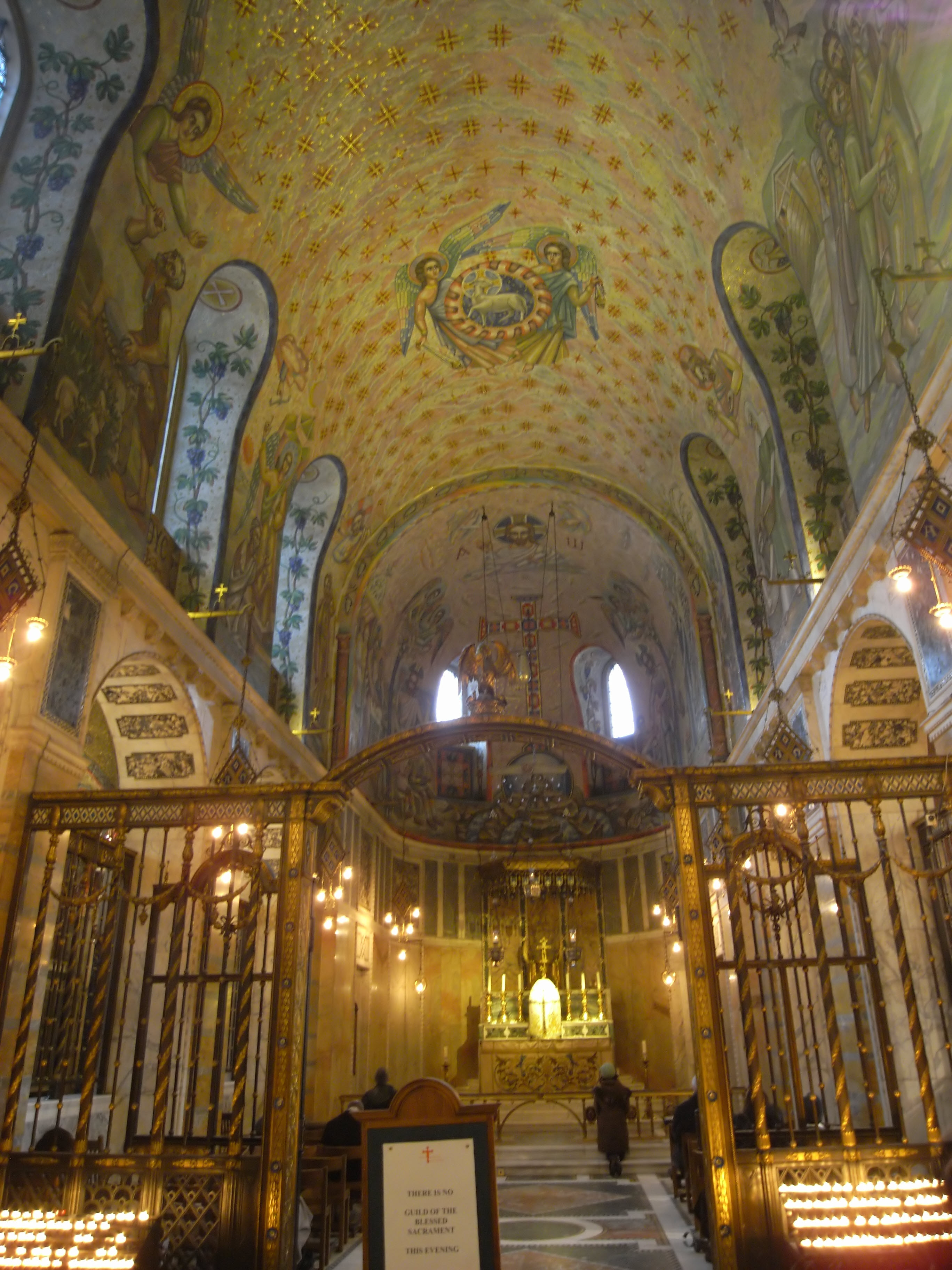
Westminster Cathedral, Cappella del Santissimo sacramento
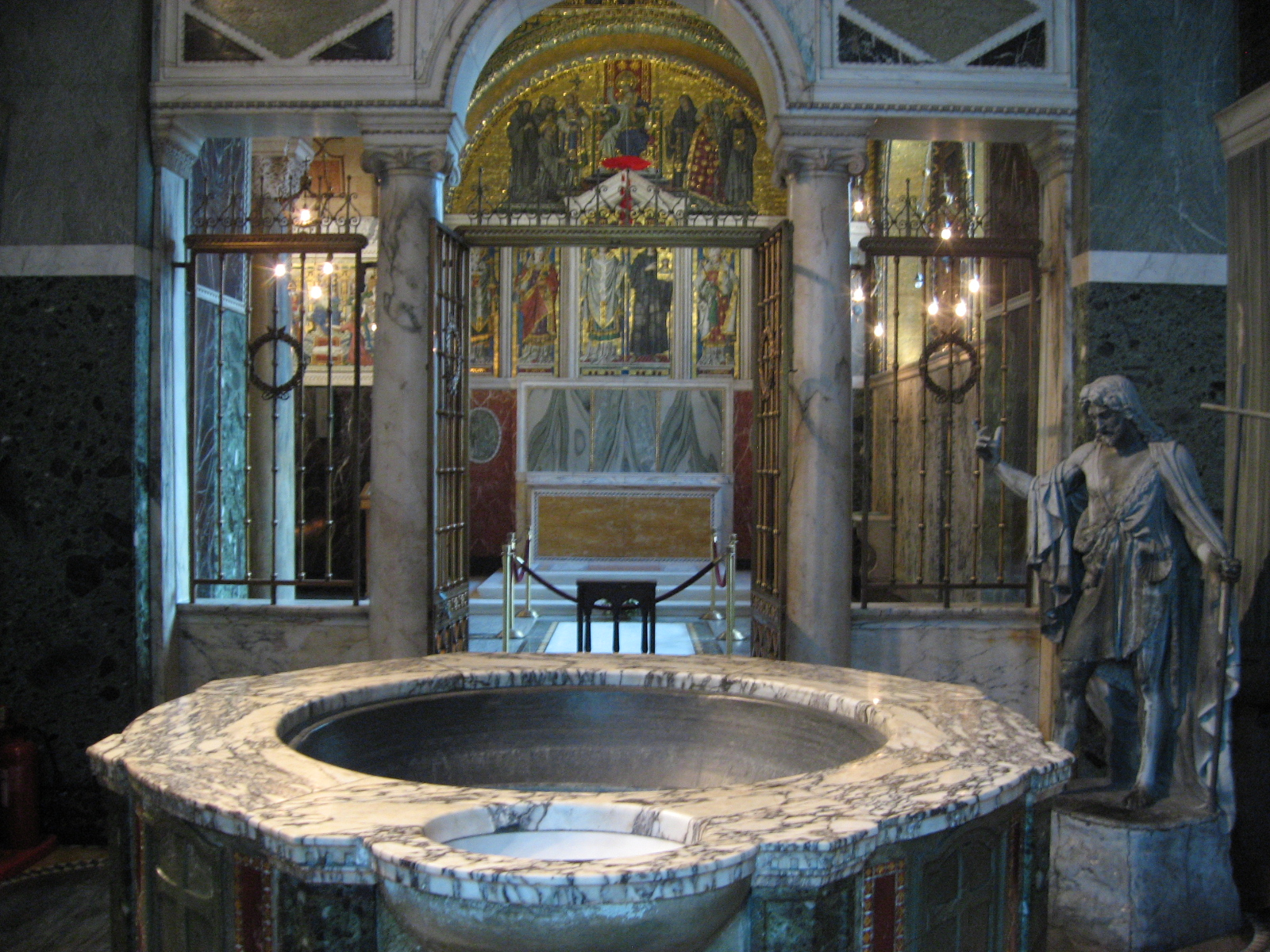
Westminster Cathedral, Battistero
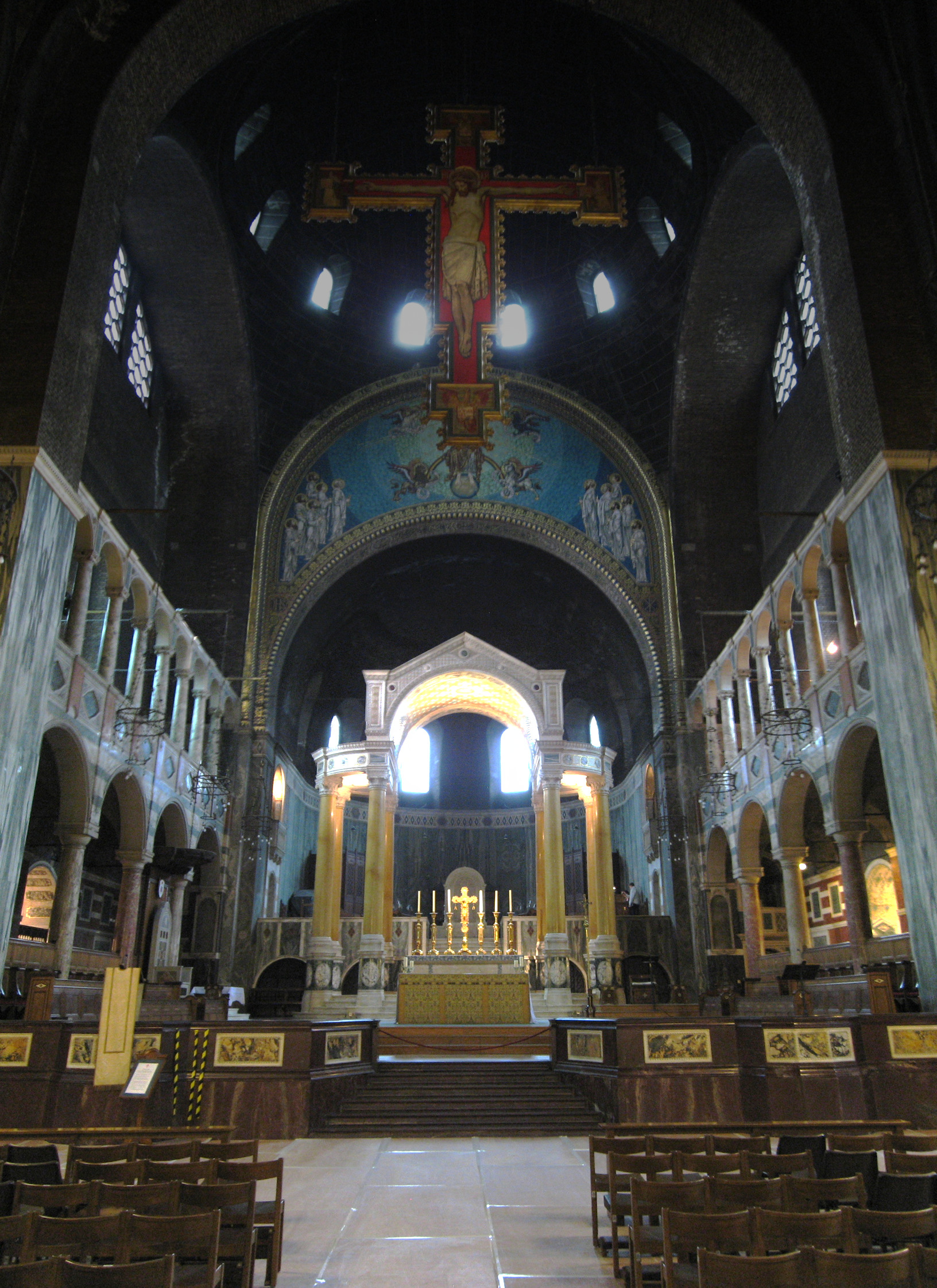
Westminster Cathedral, Santuario
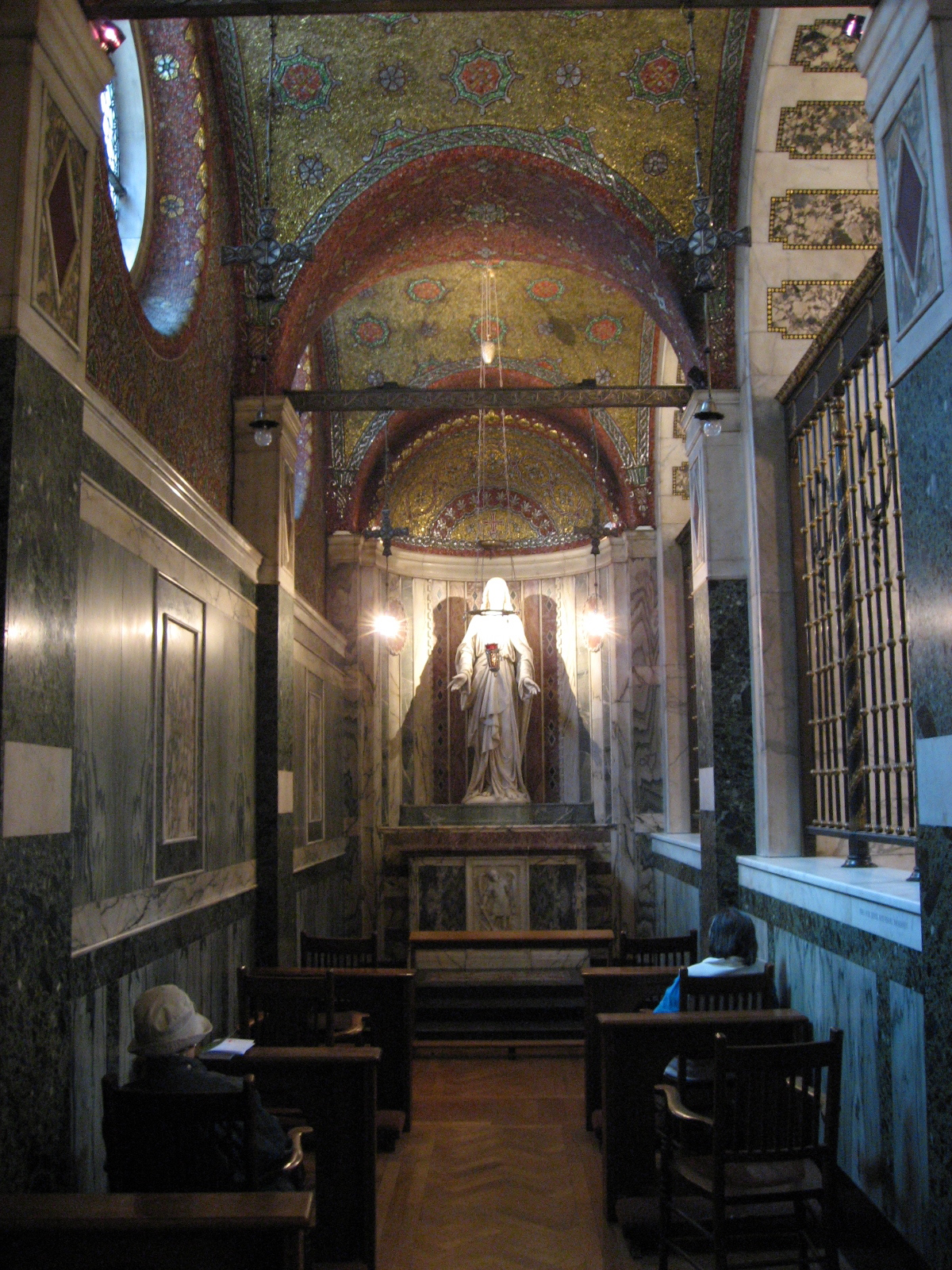
Westminster Cathedral, Santuario del Sacro Cuore e San Michele
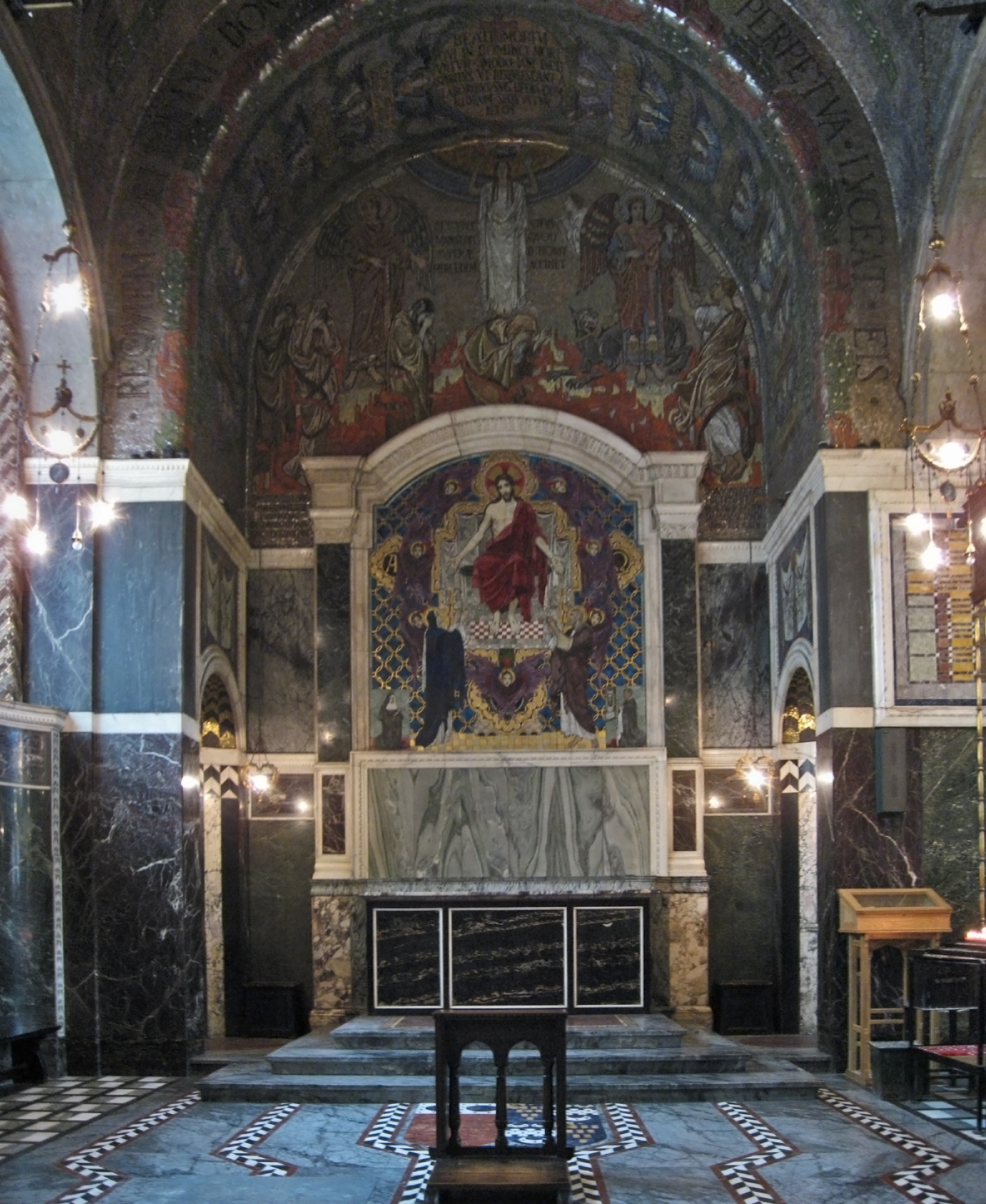
Westminster Cathedral, Cappella delle anime sante
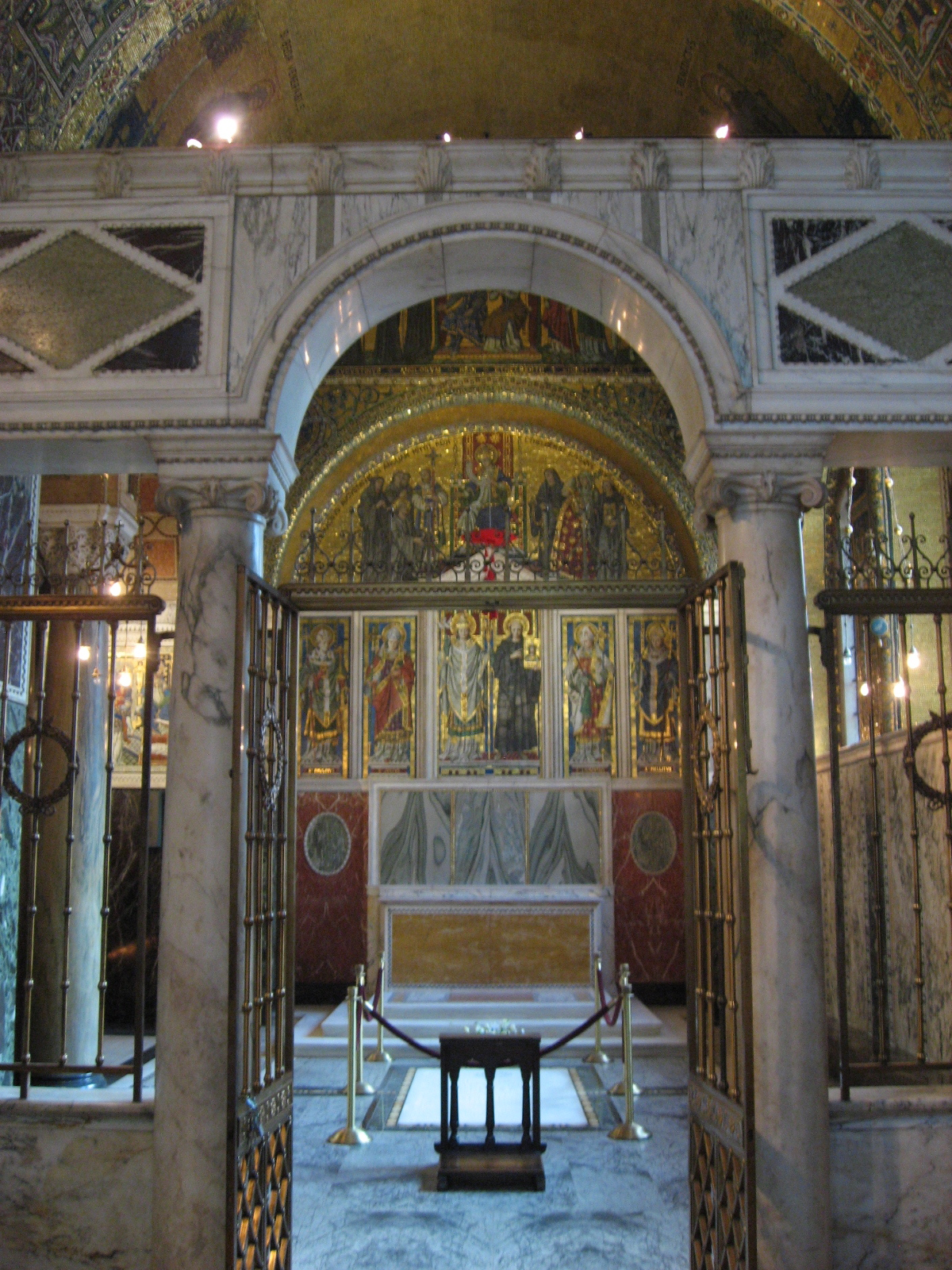
Westminster Cathedral, Cappella di san Gregorio e sant'Agostino
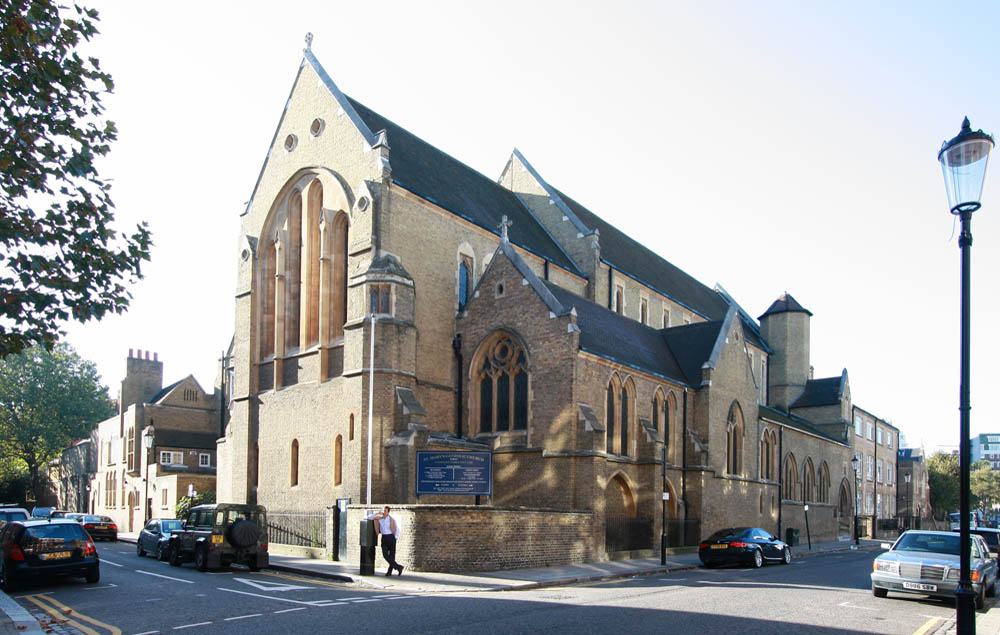
St Mary's, Cadogan Street
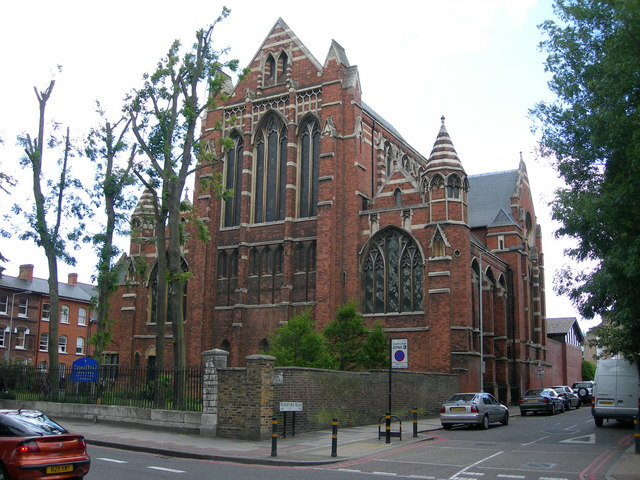
Corpus Christi Church, Brixton
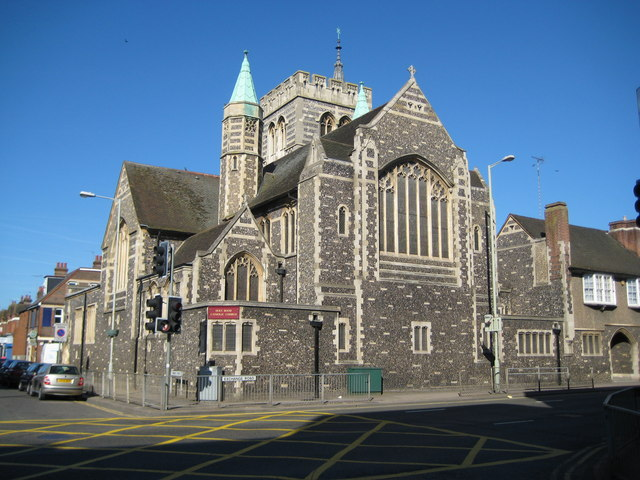
Holy Rood Church, Watford
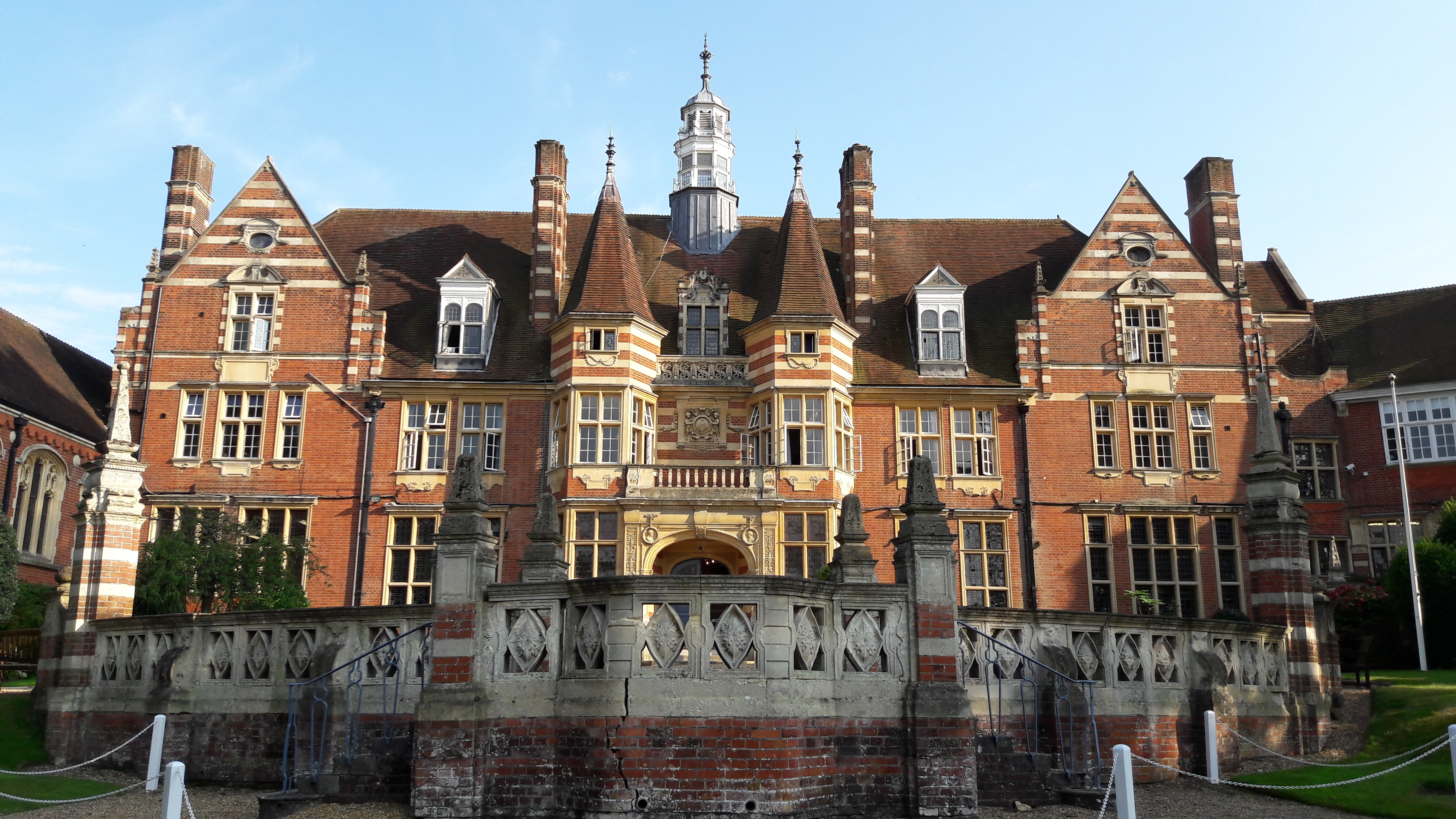
St John's Beaumont School